# 13931 Tonydenault
13931 Tonydenault eller 1988 RF13 är en asteroid i huvudbältet som upptäcktes den 14 september 1988 av den amerikanska astronomen Schelte J. Bus vid Cerro Tololo. Den är uppkallad efter Anthony Denault.
Asteroiden har en diameter på ungefär 10 kilometer.